# Skandinavischer Walzenborkenkäfer
Der Skandinavische Walzenborkenkäfer (Dryocoetes hectographus) ist eine Art der zu den Rüsselkäfern gehörenden Borkenkäfer und in kühlen sowie montanen Gebieten Europas und Ostasiens beheimatet.

## Merkmale
Die Körperlänge beträgt 3–4 mm. Der Körper ist braun oder schwarzbraun gefärbt und gut erkennbar mit goldgelben langen Härchen besetzt. Die Flügeldecken (Elytren) glänzen und weisen stark punktierte Streifen auf. Fühler und Beine sind heller als der Körper und die Fühler gekeult. Der Halsschild ist an den Seiten gerundet und dicht hinter der Mitte am breitesten. Eine sehr ähnliche Art stellt der Zottige Fichtenborkenkäfer (Dryocoetes autographus) dar.

## Verbreitung und Lebensraum
In Mittel- und Südwesteuropa ist die Art in den Alpen und umliegenden Gebieten, den Pyrenäen, sowie manchen Mittelgebirgen Deutschlands, Frankreichs, Belgiens, Tschechiens, Polens, Ungarns und der Slowakei beheimatet. Erwähnt werden dabei spezifischer auch Vorkommen in den Karpaten und im Erzgebirge. Darüber hinaus ist sie weit verbreitet in Fennoskandinavien, den angrenzenden russischen Gebieten bis nach Sibirien, Estland, Lettland und Litauen. Die südlichsten Vorkommen liegen dabei in den südlichsten Gebieten Schwedens, die nördlichsten Vorkommen in Norwegen südlich des 70. Breitengrades. Außerdem gibt es Nachweise aus Bulgarien. In Ostasien ist die Art aus Japan und der russischen Region Primorje bekannt.
Die Art findet sich meistens unter der Rinde der Bäume, manchmal aber auch an anderen Stellen wie beispielsweise auf Baumstümpfen von Nadelbäumen. Sie ernährt sich oligophag von verschiedenen Kieferngewächsen, nämlich von der Weiß-Tanne, der Ostsibirischen Tanne, verschiedenen Arten der Lärchen, der Gemeinen Fichte, Zirbelkiefer und Waldkiefer.

## Lebensweise
Larven und Käfer fressen Gänge unter der Rinde. Die Larven finden sich zudem im Totholz bereits umgestürzter Bäume. Imagines werden häufig im Mai angetroffen, aber auch in anderen Monaten.